# NATO
Organizacija Sjevernoatlantskog ugovora, naziva se još i Sjevernoatlantski savez, poznatiji po kratici NATO (od engleskog naziva North Atlantic Treaty Organisation, francuski Organisation du traité de l'Atlantique nord – OTAN) međunarodna je organizacija vojno-političke prirode osnovana je 1949. godine potpisivanjem Sjevernoatlantskog ugovora (Washingtonski ugovor) između dvanaest država tadašnjega zapadnog bloka. Danas se NATO sastoji od 32 države članice: dvije angloameričke i 30 europskih. 
Ključna odredba u Sjevernoatlantskom ugovoru glasi:
Osnova Sjevernoatlantskog saveza Ugovor je državā članica, koji je po svojoj prirodi međunarodni ugovor. Ugovor priznaje i podržava njihova pojedinačna prava, kao i njihove međunarodne obveze u skladu s Poveljom Ujedinjenih Naroda. Obvezuje svaku državu članicu da sudjeluje u rizicima i odgovornostima, uspostavlja sustav zajedničke obrane te zahtijeva od svake od njih da ne prihvaća nikakve međunarodne obveze koje bi mogle biti u suprotnosti s Ugovorom.
Političko središte Organizacije i trajno sjedište Sjevernoatlantskog vijeća nalazi se u Bruxellesu u Belgiji.

## Povijest
Neposredno nakon okončanja Drugog svjetskog rata Europa se našla raspolovljena na dva ideološka bloka, kapitalistički, i komunistički pod utjecajem Sovjetskog Saveza. I dok se Moskva tijekom 1945. i 1946. djelomično suzdržavala od otvorenog političkog djelovanja, u državama u kojima je imala utjecaj, tijekom 1947., a posebno 1948., postalo je jasno da se sovjetska vojska, ne samo nema namjeru povući, već da ima namjeru krenuti i dalje.
U ratom razrušenoj Europi širenje komunističke ideologije moglo se ostvariti na dva načina. Prvi je bio izazivanje "spontanih" revolucija nezadovoljnih radničkih masa, predvođenih komunističkim partijama. Iako je bilo nekoliko pokušaja, najveći je uspjeh ostvaren u Grčkoj, gdje je 1946. započeo građanski rat, predvođen tamošnjom komunističkom partijom. Iako su grčke snage do kraja 1949. uspjele ugušiti pobunu, bilo je očito kako bi se u osiromašenoj Europi ideje komunizma lako mogle proširiti. Zbog toga je u srpnju 1947. pokrenut Plan europske obnove, poznatiji kao Marshallov plan. U naredne će četiri godine Sjedinjene Američke Države europskim državama dati pomoć u vrijednosti oko 13 milijardi američkih dolara.
Drugi način širenja komunizma bio je znatno opasniji. Naime, neposredno nakon okončanja Drugog svjetskog rata, SAD-e i skoro sve europske države, barem one koje nisu pale pod sovjetski utjecaj, provele su masovnu demobilizaciju vojnih snaga i otkazale narudžbe oružja i vojne opreme. S druge strane, Sovjetski Savez nije izvršio smanjivanje oružanih snaga, već ih je nastavio intenzivno jačati, kako brojčano tako i tehnički. Nakon što su učvrstili okupacije istočnoeuropskih država, 24. lipnja 1948. započela je blokada zapadnog Berlina. Bio je to početak najveće političke krize od okončanja Drugog svjetskog rata i trajat će sve do 11. svibnja 1949. Berlinska blokada s jedne je strane ubrzala stvaranje Savezne Republike Njemačke, a s druge, formiranje velikog obrambenog saveza koji će Zapadnu Europu štititi od sovjetske najezde.
Svojevrstan početak bio je Briselski sporazum kojem su 17. ožujka pristupile Belgija, Francuska, Luksemburg, Nizozemska i Velika Britanija. Cilj je bio razvijanje zajedničkih sustava obrane i jačanje međusobnih veza kako bi se zajednički oduprle ideološkim, političkim i vojnim prijetnjama nacionalnoj sigurnosti. Znajući da njihovi gospodarski i vojni kapaciteti nisu dostatni da ih obrane od sovjetske prijetnje, ove su države odmah započele i pregovore sa Sjedinjenim Američkim Državama i Kanadom s ciljem stvaranja novog vojnog saveza, utemeljenog na zajedničkim obvezama i sigurnosnim jamstvima Europe i Sjeverne Amerike. Države potpisnice Briselskog sporazuma pozvale su Dansku, Island, Italiju i Portugal da se uključe u taj proces. Dvanaest država s obje strane Atlantskog oceana 4. travnja 1949. godine u Washingtonu su potpisale Sjevernoatlantski ugovor, uspostavivši savez kako bi se suprotstavile prijetnjama iz komunističkog dijela svijeta, te sprječavanje širenja komunizma na ostali dio Europe. Države potpisnice obvezale su se na međusobnu obranu u slučaju vojne agresije na bilo koju državu članicu. Tako je stvorena Organizacija Sjevernoatlantskog ugovora (NATO).
S vremenom je sve više zemalja pristupalo Savezu, prepoznajući u njemu mogućnost obrane slobode te očuvanja stabilnosti i napretka.
Tako se NATO-u 1952. godine pridružuju Grčka i Turska, tri godine kasnije, 1955., i Savezna Republika Njemačka, a 1982. Španjolska. Sigurnost koju jamči NATO savez omogućila je mir i stabilnost kojima se, kao temeljnim preduvjetima, stvarao temelj europske ekonomske suradnje i integracije.
Ne želeći svoje oružane snage, a prije svega nuklearno oružje, staviti pod nadzor NATO saveza, francuski je predsjednik Charles de Gaulle u veljači 1966. povukao Francusku iz zajedničkog zapovjedništva NATO saveza, te od tada nije sudjelovala u akcijama planiranja, obuke i vođenja zajedničkih operacija. Ostala je tek u političkim strukturama (Sjevernoatlantsko vijeće). Bio je odraz de Gaulleve želje da Francuska ima središnje mjesto u formiranju europske politike, kako se više nikad ne bi ponovila 1914. i 1939. godina. Međutim, zbog promjena političkih odnosa u Europi, ali i u svijetu temeljito drukčijih u odnosu na šezdesete godine prošlog stoljeća, francuski predsjednik Nicolas Sarkozy odlučio da se Francuska vrati i u vojne strukture Saveza.
Padom Berlinskog zida NATO se našao pred novim izazovom. Prestao je postojati Varšavski pakt, a raspao se i Sovjetski Savez. U vrijeme bipolarne podijele svijeta uloga i zadaće NATO-a bile su jasne i povijesno opravdane. Završetkom gotovo polustoljetnog neprijateljstva, neki su analitičari smatrali kako NATO više ne treba postojati te kako bi se troškovi ulaganja u naoružanje mogli znatno smanjiti. Mnoge države članice smanjile su financijska davanja za obranu, ali ubrzo se pokazalo kako se trajni mir na europskom kontinentu nije ostvario.
Na području bivšeg Sovjetskog Saveza izbilo je nekoliko regionalnih sukoba koji su uglavnom nastali zbog etničkih netrpeljivosti. Sukobi u jugoistočnoj Europi također su znatno poremetili sliku o Europi kao prostoru mira i suradnje, a postojao je i opravdan strah od širenja tih sukoba. Tada su države članice Sjevernoatlantskog saveza shvatile da je i dalje potrebno njihovo djelovanje kroz kolektivnu obranu i sigurnost u postkomunističkoj Europi.
Danas se smanjila opasnost od konvencionalnog vojnog sukoba i masovne uporabe teško naoružanih postrojbi, ali, pojavili su se novi izazovi koji sve članice stavljaju pred nove dileme na koje treba pronaći adekvatan odgovor. Nove su prijetnje po naravi drukčije od onih iz doba hladnog rata. Nove su zadaće NATO borba protiv novih prijetnji: terorizma, proizvodnje i proliferacije oružja za masovno uništenje, opasnosti koje prijete iz takozvanih neuspjelih ili slabih država te mora djelovati preventivno kako bi se u budućnosti spriječile takve opasnosti. Posljednjih godina NATO uspostavlja načine borbe protiv suvremenih opasnosti koje ugrožavaju sigurnost i stabilnost. Upravljanje krizom ("crisis management") i mirovne operacije za očuvanje i održavanjem mira ("peacekeeping" i "peace-support") neki su od načina djelovanja suvremenog Sjevernoatlantskog saveza u odgovoru na nove izazove.
Nakon pada komunizma i završetka hladnog rata, Sjevernoatlantskom savezu pridružile su se zemlje bivše članice nekadašnjeg Varšavskog ugovora. Tako su članicama Saveza 1999. godine postale Češka, Mađarska i Poljska. Uspješan primjer prve tri postkomunističke članice potaknuo je i druge da se čvrsto opredijele za pristupanje Savezu kao najbolji način ostvarenja dugoročne stabilnosti. Savezu 2004. godine pristupaju Bugarska, Rumunjska, Slovenija, Slovačka, Estonija, Litva i Latvija, a pozivnicu za članstvo na samitu u Bukureštu 2008. godine dobile su Hrvatska i Albanija, koje su ušle već sljedeće, 2009. godine
Od 1999. godine sve aspirantice za članstvo sudjeluju u takozvanom Akcijskom planu za članstvo koji nudi praktične savjete i pomoć da se države što bolje pripreme za članstvo u Savezu.
Trenutačni kandidat za članstvo je Bosna i Hercegovina. Makedonija je ispunila sve uvjete za članstvo istodobno kada i Hrvatska i Albanija, ali pristupanje Makedonije NATO-u je blokirala Grčka zbog spora oko naziva države Makedonije. Prespanskim sporazumom, u veljači 2019., službeno ime Republike Makedonije promijenjeno je u Republika Sjeverna Makedonija, te joj je omogućen pristup NATO-u. U međuvremenu, 5. lipnja 2017., Crna Gora postaje članicom. Sjeverna Makedonija je postala članicom NATO-a 27. ožujka 2020.
Potaknute ruskom invazijom na Ukrajinu, Finska i Švedska nedugo nakon početka invazije apliciraju za članstvo u NATO savezu. Finska se priključuje NATO savezu 4. travnja 2023. time postavši 31. članica NATO saveza, a Švedska, nakon bilateralnih dogovora sa Mađarskom i Turskom, koje su se protivile primanju Švedske u članstvo, postaje 32. članicom Saveza 7. ožujka 2024.

## Države članice
Danas Organizacija Sjevernoatlantskog ugovora ima 32 države članice.
Države osnivačice su dvanaest država koje su 4. travnja 1949. godine u Washingtonu potpisale Sjevernoatlantski ugovor:
| - Belgija - Kanada - Danska - Francuska - Island - Italija | - Luksemburg - Nizozemska - Norveška - Portugal - UK - SAD |

Savezu je naknadno pristupilo još dvadeset država, i to u deset krugova proširenja (ne računajući Istočnu Njemačku): 
- Grčka (18. veljače 1952.)
- Turska (18. veljače 1952.)
- Njemačka (9. svibnja 1955.)
- Španjolska (30. svibnja 1982.)
- Njemačka Demokratska Republika (3. listopada 1990.) (Ujedinjenje sa Zapadnom Njemačkom.)
- Češka (12. ožujka 1999.)
- Poljska (12. ožujka 1999.)
- Mađarska (12. ožujka 1999.)
- Bugarska (29. ožujka 2004.)[5]
- Estonija (29. ožujka 2004.)[5]
- Latvija (29. ožujka 2004.)[5]
- Litva (29. ožujka 2004.)[5]
- Rumunjska (29. ožujka 2004.)[5]
- Slovačka (29. ožujka 2004.)[5]
- Slovenija (29. ožujka 2004.)[6]
- Hrvatska (1. travnja 2009.)[7]
- Albanija (1. travnja 2009.)[7]
- Crna Gora (5. lipnja 2017.)
- Sjeverna Makedonija (27. ožujka 2020.)
- Finska (4. travnja 2023.)[8]
- Švedska (7. ožujka 2024.)

Kandidati za članstvo:
- Bosna i Hercegovina[9]

## Organizacijska struktura
Sjevernoatlantsko vijeće, Odbor za obrambeno planiranje i Skupina za nuklearno planiranje glavne su institucije za razvoj politike i donošenje odluka. Odluke koje je donijelo svako od tih tijela imaju istu važnost i predstavljaju dogovorenu politiku zemalja članica, bez obzira na razinu na kojoj su donesene. Ovim tijelima podčinjeni su specijalizirani odbori.

### Sjevernoatlantsko vijeće
Sjevernoatlantsko vijeće (eng. North Atlantic Council, kratica NAC) jedino je tijelo NATO-a koje je formalno uspostavljeno Sjevernoatlantskim ugovorom iz kojeg crpi svoje ovlasti (članak 9. Ugovora). Vijeće ima političke ovlasti i pravo donošenja odluka koje se tiču Saveza. Sastoji od stalnih predstavnika svih država članica koji se sastaju najmanje jedanput tjedno, a po potrebi i u kratkom roku. Vijeće se također sastoji i na višim razinama koje obuhvaćaju šefove država i vlada, ministre vanjskih poslova, ministre obrane. Sjednicama Vijeća predsjedava Glavni tajnik NATO-a (ili njegov zamjenik).
Pitanja koja se razmatraju i odluke koje se donose na sastancima Vijeća pokrivaju aspekte djelatnosti NATO-a, i često se temelje na izvješćima i preporukama koje pripremaju podčinjena povjerenstva. Isto tako, predmete rasprave može predložiti bilo koji od nacionalnih predstavnika ili Glavni tajnik. Stalni predstavnici rade prema naputcima svojih vlada. 
Odluke u Vijeću donose se jednoglasno i to zajedničkim pristankom. Nema glasovanja niti se odluke donose većinom. Na taj način nemoguće je donijeti odluku koja će obvezati državu koja u njezinom donošenju nije sudjelovala niti je na nju pristala. Svaka država članica zadržava potpunu suverenost i odgovornost pri donošenju svojih odluka.
Pripreme za rad Vijeća vrše podčinjeni odbori; odbori odgovorni za pojedina područja aktivnosti NATO-a.

### Odbor za obrambeno planiranje
Odbor za obrambeno planiranje (eng. Defence Planning Committee, kratica DPC) sastavljen je od stalnih predstavnika, ali se sastaje i na razini ministara obrane najmanje dvaput godišnje. U radu odbora sudjeluju sve države članice. Odborom predsjedava Glavni tajnik NATO-a. Odbor je glavno tijelo za donošenje odluka glede pitanja planiranja kolektivne obrane i integrirane NATO vojne strukture te daje smjernice vojnim vlastima NATO-a. Rad Odbora priprema veći broj podređenih odbora, među kojima je najvažniji Odbor za obrambenu reviziju (eng. Defence Review Committee, kratica DRC) koji nadzire postupak organizacije oružanih snaga unutar NATO-a i poručava druga pitanja vezana uz združenu vojnu strukturu.

### Skupina za nuklearno planiranje
Skupina za nuklearno planiranje (eng. Nuclear Planning Group, kratica NPG) sastoji se od ministara obrane država članica koje sudjeluju u radu Odbora za obrambeno planiranje. Unutar Skupine raspravlja se o posebnim političkim pitanjima koji se tiču nuklearnog naoružanja. Skupinom predsjedava Glavni tajnik NATO-a. Rad Skupine za nuklearno planiranje priprema Skupina osoblja NPG (eng. NPG Staff Group), sastavljena od članova nacionalnih izaslanstava država koje sudjeluju u NPG, članova Međunarodnog vojnog osoblja i predstavnika Strateških zapovjednika. Skupina obavlja rad u ime Stalnih predstavnika NPG-a. Skupina na visokoj razini (eng. High Level Group, kratica HLG) visoko je savjetodavno tijelo NPG-a na području nuklearne politike i planiranja. Ovom skupinom predsjedavaju SAD.

### Civilna organizacija i strukture
- Stalni predstavnici i nacionalna izaslanstva
- Glavni tajnik
- Međunarodno osoblje

### Vojna organizacija i strukture
- Vojni odbor
- Vojno-zapovjedna struktura
  - Savezničko zapovjedništvo za operacije
  - Savezničko zapovjedništvo za transformaciju
- Međunarodno vojno osoblje

## Rasprava o članstvu

### Ukrajina
Ministar obrane Ukrajine Anatolij Hrytsenko je izjavio da će njegova zemlja imati akcijski plan za ulazak u NATO do ožujka 2006. godine, a da će se izvršavati od rujna. Konačna se odluka o mogućem ulasku očekuje u 2008. godini, a puno članstvo će, najvjerojatnije, biti moguće od 2010. godine.
Ideja Ukrajinskog ulaska u savez je dobila podršku od nekoliko lidera država koje se tamo nalaze. Među državnicima koji su pružili javnu podršku se nalaze rumunjski predsjednik Traian Basescu i slovački predsjednik Ivan Gašparovič. S druge strane zamjenik ministra vanjskih poslova Rusije je izjavio da članstvo u NATO savezu nije u interesu Ukrajine i da ono neće poboljšati njihove odnose.
Trenutačno je većina stanovnika Ukrajine protiv ulaska u NATO bez obzira na njihove političke poglede. Ovo protivljenje je bilo iskazano protestnim okupljanjima i skupljanjem potpisa. Bivši premijer Jurij Jekhanurov je izjavio kako država neće ući sve dok je narod protiv toga.
Planovi za članstvo su prekinuti 14. rujna 2006. zbog velikog protivljenja NATO savezu. Trenutačna je vlada Ukrajine pokrenula informativnu kampanju kako bi prikazala beneficije ulaska u ovaj savez.